# Gnomonia dryadis
Gnomonia dryadis är en svampart som tillhör divisionen sporsäcksvampar, och som beskrevs av Bernhard Auerswald. Gnomonia dryadis ingår i släktet Gnomonia, och familjen Gnomoniaceae. Arten är reproducerande i Sverige.